# Club Saltatio Hamburg
Der Club Saltatio Hamburg e. V. ist ein Tanzsportverein in Hamburg. Der Verein verfügt über Angebote im Paar- und Formationstanzen in den Sparten Standard und Latein sowie Breitensportangebote und Kindertanzen.

## Geschichte
Der Verein wurde am 5. Oktober 1947 als „Nordwestdeutsches Tanz-Casino, Club zur Förderung des Gesellschaftstanzes“ gegründet. Am 28. November 1947 erfolgte die Eintragung ins Vereinsregister beim Amtsgericht Hamburg bereits als „Club Saltatio e. V.“
Von 1976 bis 1993 kooperierte der Club Saltatio mit der Hamburger Turnerschaft von 1816, dem ältesten noch existierenden Turnverein der Welt. In der Zeit der Kooperation mit der Hamburger Turnerschaft von 1816 nahm der Club unter dem Namen „Club Saltatio in der Hamburger Turnerschaft von 1816“ am Turniergeschehen teil. 1992 erfolgte die Umbenennung in „Club Saltatio Hamburg e. V.“ Bei Turnieren trat der Club zunächst als „Club Saltatio Hamburg in der Hamburger Turnerschaft von 1816“ auf. Die Trennung der beiden Vereine erfolgte am 30. Juni 1993 aus finanziellen Gründen und aufgrund unterschiedlicher Vereinsziele.

## Formationen

### Standardformationen

#### A-Team
Die Standardformation des Club Saltatio bildete sich 1977 aus Paaren der bis 1975 mit mehreren Europameister- und Weltmeistertiteln auch international erfolgreichen Formation des TTC Harburg. Die Formation tanzte in der Bundesliga und wurde von 1978 bis 1980 jeweils dritte der Deutschen Meisterschaft. 1981 bis 1983 erreichte die Formation den zweiten Platz der Deutschen Meisterschaft, 1984 wieder den dritten Platz. 1982 und 1983 wurde sie Vizeweltmeister sowie 1983 und 1984 Europameister.
1984 löste sich die Formation auf, da der Nachwuchs fehlte. Eine neu gegründete Standardformation konnte bei der Deutschen Meisterschaft 1985 zwar den vierten Platz erreichen, das Ziel, wieder Spitzenplätze zu belegen, wurde jedoch nicht erreicht. Auch diese Formation löste sich so schließlich auf.
2002 schloss sich die Formation des TuS Alstertal, die in der Saison 2001/2002 aus der 2. Bundesliga Standard in die Regionalliga abgestiegen war, als einzige noch in Hamburg verbliebene Standardformation dem Club Saltatio Hamburg an.
Saisonübersicht:
- 2002/2003 „Viva Italia!“, Regionalliga Nord/West, 4. Platz
- 2003/2004 „Die Schöne und das Biest“, Regionalliga Nord/West, 2. Platz
- 2004/2005 „Die Schöne und das Biest“, Regionalliga Nord/West, 2. Platz
- 2005/2006 „Chicago“, Regionalliga Nord/West, 3. Platz
- 2006/2007 „Forever“, Regionalliga Nord, 2. Platz
- 2007/2008 „Forever“, Regionalliga Nord, 1. Platz
- 2008/2009 „Forever“, 2. Bundesliga, 6. Platz
- 2009/2010 „Espana“, 2. Bundesliga, 7. Platz
- 2010/2011 „Espana“, Regionalliga Nord/West, 3. Platz
- 2011/2012 „The Robbie Williams Show“, Regionalliga Nord, 2. Platz
- 2012/2013 „The Robbie Williams Show“, 2. Bundesliga, 3. Platz
- 2013/2014 „Dreamworlds“, 2. Bundesliga, 2. Platz
- 2014/2015 „Dreamworlds“, 1. Bundesliga, 8. Platz
- 2015/2016 „Dreamworlds“, 2. Bundesliga, 4. Platz
- 2016/2017 „Elvis Presley“, 2. Bundesliga, 1. Platz
- 2017/2018 „Elvis Presley“, 1. Bundesliga, 8. Platz
- 2018/2019 „Rihanna“, 2. Bundesliga, 3. Platz

In der Saison 2019/2020 trat die Formation nicht an.
Trainer des A-Teams sind Daniela und Lars Webersen.

#### B-Team
2003 wurde ein B-Team im Club Saltatio Hamburg gegründet, das erstmals in der Saison 2004/2005 mit dem Thema „Mary Poppins“ in der Regionalliga Nord-West Standard an den Start ging. Nach zwei weiteren Saisons mit dem Thema „Moulin Rouge“ tanzte die Mannschaft in den Saisons 2007/2008 und 2008/2009 zum Thema „High Society“, 2009/2010 und 2010/2011 zum Thema „Espana“. In der Saison 2011/2012 war wieder „Moulin Rouge“ das Thema.
Nach zweijähriger Pause trat in der Saison 2014/2015 erneut ein B-Team des Club Saltation Hamburg in der Regionalliga Nord Standard mit dem musikalischen Thema „Moulin Rouge“ an. Nachdem die Mannschaft in der Saison 2015/2016 aus dem Ligabetrieb zurückgezogen worden war, trat sie ab der Saison 2016/2017 wieder in der Regionalliga Nord Standard an. Musikalisches Thema war zunächst „Dreamworlds“. In der Saison 2018/2019 tanzte die Mannschaft zu „Elvis“. In der Saison 2019/2020 trat die Mannschaft nicht zu Ligawettkämpfen an.
Trainer des B-Teams sind Jennifer Wöhncke und Jan Rindelaub.

### Lateinformation

#### A-Team
Der Club Saltatio verfügte neben einer Standardformation in den 1970er- und 1980er-Jahren auch über eine Lateinformation, die in der Bundesliga Latein an den Start ging. Der größte Erfolg der Formation war der vierte Platz bei der Deutschen Meisterschaft 1984. Das Niveau der Bundesliga konnte jedoch nicht gehalten werden und die Formation stieg bis in die Regionalliga Nord Latein ab. 1990 wurde schließlich die Auflösung der Lateinformation beschlossen.
2004 wurde wieder eine Lateinformation im Club Saltatio Hamburg gegründet. Die Formation tritt seit der Saison 2006/2007 zu Ligawettkämpfen an.
Musikalische Themen waren:
- 2006/2007: „Fame - Der Weg zum Ruhm“, Landesliga Nord
- 2007/2008: „Crime Classics“, Landesliga Nord
- 2008/2009: „Pearls of the Eurovision Song Contest“, Landesliga Nord
- 2009/2010_ „Mo(nu)mentum“, Oberliga Nord
- 2010/2011 und 2011/2012: „Tokyo Nights“, Oberliga Nord
- 2012/2013: „Fierce“, Regionalliga Nord
- 2013/2014: „And the Oscar goes to...“, Oberliga Nord
- 2014/2015 und 2015/2016: „For You“, Oberliga Nord
- 2016/2017: „The Great Gatsby“, Landesliga Nord
- 2017/2018 und 2018/2019: „Made 4 Love“, Oberliga Nord
- 2019/2020: Regionalliga Nord

Trainer der Lateinformation sind David Jühlke und Tobias Brügmann.

#### B-Team
In der Saison 2013/2014 trat auch ein B-Team für den Club Saltatio Hamburg zu Ligawettkämpfen in der Landesliga Nord Latein an. Musikalisches Thema war „Straight forward“. Nach einem Jahr Pause trat erneut ein B-Team des Club Saltation Hamburg in der Landesliga Nord an, in der Saison 2015/2016 zum musikalischen Thema „For You!“ und in der Saison 2016/2017 zum musikalischen Thema „Straight forward II“.
Trainer der Mannschaft war Tobias Brügmann.